# Rhopalodes derufata
Rhopalodes derufata är en fjärilsart som beskrevs av W. Warren 1907. Rhopalodes derufata ingår i släktet Rhopalodes och familjen mätare. Inga underarter finns listade.